# Homalium dasyanthum
Homalium dasyanthum är en videväxtart som först beskrevs av Porphir Kiril Nicolai Stepanowitsch Turczaninow, och fick sitt nu gällande namn av W. Theobald. Homalium dasyanthum ingår i släktet Homalium och familjen videväxter. Inga underarter finns listade i Catalogue of Life.